# Hoyvík
Hoyvík er en by nord for Tórshavn på Streymoy på Færøerne. Hoyvík fusionerede med Torshavn Kommune i 1978. Der er sket en stor udvikling af området siden tilslutningen. Mange boliger i form af parcelhuse, rækkehuse og lejligheder er bygget.
Der er skole og sportshal. Flere kommercielle og industrielle virksomheder er baseret i Hoyvík. Blandt dem er det eneste mejerianlæg på Færøerne, MBM. En ny kirke er i øjeblikket ved at blive bygget i Hoyvík, og flere frikirker og menigheder har bygget forsamlingshuse. Føroya Keypsamtøka (Færøernes Brugsforening) har et stort supermarked i Hoyvík.
Hoydalar øst for Hoyvík er et naturskønt område, som strækker sig langs Boðanes, Hoydalar, Hoydalså, Svartefoss
og Kúrberg. 1908 blev Tuberkulosesanatoriet bygget og fra 1962 til 2018 var bygningerne gymnasiet Føroya Studentaskúli og HF-skeið. Vest for sanatoriet blev der plantet nåletræer. I området findes mange typer af flora, fauna og geologi, som f.eks. lynghede og synlige basaltlag. Der er gangstier og området indeholder også et gammelt stenbrud, hvorfra klippesten blev hentet til byggeri i Tórshavn.
Øst for Hoyvík ligger den lille ubeboede 0,8 hektar store holm Hoyvíkshólmur. 1939 blev der bygget et lille fyrtårn.
Færøernes Nationalmuseum og frilandsmuseum er beliggende i Hoyvík.
Hoyvíkar kirkja blev indviet den 4. november 2007. Kirken ligger på en kuperet grund. I korenden ligger kirken faktisk ud i en mindre sø. I vestenden går væggene sammen og danner en spids, som over forkirken rejser sig mod himlen i en spids trekant. I forkanten er der vinduer, der nærmset danner et tårn indbygget i den rejste trekant. Her er der indgang til forkirken og vindeltrappe op til etagen hvor klokken hænger.

## Historie
I 1584 var der to gårde i Hoyvík. I 1600 blev de lagt sammen til én gård. I 1802 blev Hoyvíksgarður igen delt i to lige store dele. Forpagteren af den ene del var fogeden fra Tórshavn. Den anden halvdel af gården forblev hos samme familie, som har bestyret den siden 1600 og frem til i dag. I 1920 blev fogedens gård omdannet til en landbrugsforsøgsstation. I 1982 blev den flyttet til Kollafjørður, og gården blev et frilandsmuseum under Færøernes Nationalmuseum.

## Personligheder
- Karsten Hoydal (1912- 1990) var en færøsk forfatter og politiker.
- Høgni Hoydal (1966-), formand for Tjóðveldi, bor i Hoyvík.
- Dan Klein (1950-), journalist og redaktør for Oyggjatíðindi bor i Hoyvik.
- Joan Pauli Joensen (1945-, professor i etnologi, bor i Hoyvik

## Galleri
| - Hoyvik - Hoyvík og Hoyvíkshólmur - Hoyvíksgarður, Frilandsmuseet |